# Паррас, Эмиль Бертелович
Эмиль Бертелович Па́ррас (18 февраля 1884 года, Гельсингфорс, Российская империя — 23 января 1939 года, Котлас, Архангельская область, СССР) — финский, советский прозаик, поэт, драматург, журналист.

## Биография
Родился в Гельсингфорсе в семье рабочего. Когда мальчику было два года, умер отец.
После окончания народной школы, в 1902 году уехал в США, работал на медном руднике, вступил в члены социалистической партии. В 1907 году вернулся в Финляндию, работал редактором газеты «Raivaari» («Первопроходец») в городе Лахти.
В 1910 году вновь выехал в США, работал редактором рабочих газет на финском языке «Tuömiles» и «Toveri», выступал лектором в финских рабочих организациях США. Был арестован за пропаганду против участия США в первой мировой войне, освободившись продолжал активное участие в рабочем движении.
С момента образования в 1919 году коммунистической партии США, Эмиль Паррас — член исполнительного комитета. В 1932 году за пропагандистскую деятельность вновь арестован и выслан на родину в Финляндию. Но вместо Хельсинки прибыл в Москву, а оттуда в Автономную Карельскую ССР, в Петрозаводск, где был назначен на должность редактора издательства «Kirja».
В 1934 году принят в члены Союза писателей СССР. Вместе с писателями Я. Виртаненом и С. Нориным представлял Автономную Карельскую ССР на первом съезде писателей СССР.
В апреле 1938 года был арестован, обвинён в участии в контрреволюционной финской националистической организации. Виновным себя не признал. Постановлением тройки НКВД был осужден на десять лет. Отбывая наказание в городе Котлас Архангельской области, умер 23 января 1939 года. Посмертно реабилитирован.

## Творчество
В 1910 году в США опубликовал сборник стихов «Pohjalta» («На дне»), в который вошли поэмы «Minä» («Я») и «Korven laulu» («Песня глуши»).
В 1911 году им была написана и издана в США пьеса «Villit vuoret» («Дикие горы») (Hancock, 1911) о борьбе шахтёров за социальные права.
В 1914 году увидело свет произведение писателя — роман «Lämmintä verta ja kylmää nikeä» («Горячая кровь и холодный пот»), посвященный судьбе молодых финских рабочих, оказавшихся в США.
В 1920 году в газете «Karjalan kommuuni» было опубликовано стихотворение Э. Б. Парраса «Tervehdys merten takaa» («Приветствие из-за морей»), написанное автором после того, как он получил сообщение об образовании в составе РСФСР Карельской трудовой коммуны.
В Петрозаводске в 1933 году Эмиль Паррас закончил, начатый ещё в США, и опубликовал своё главное произведение — роман «Jymyvaavalaiset» («Жители Юмюваары») об истории патриархальной финской деревни, охватывающий период времени от шестидесятых годов XIX века до финляндской революции 1918 года.
В 1934 году в Петрозаводске опубликовал пьесу «Jättiläisvaltimo sukkii» («Бьётся великий пульс») о событиях в Германии накануне прихода к власти национал-социалистов. Эта пьеса вошла в репертуар Национального театра Автономной Карельской ССР.
В 1937 году вышел сборник очерков и рассказов «Valtamerien kahtapuolta» («По обе стороны океана») и был закончен роман «Maura» («Маура»). Единственный отрывок из романа был опубликован в журнале «Rintama».